# National Football Club
El National Football Club fue un club de fútbol de Chile, con sede en la ciudad de Valparaíso. Fue fundado en febrero de 1896 por un grupo de jóvenes porteños y miembros de la colonia británica residente. Integró la Football Association of Chile, y fue uno de los equipos que participaron en la Challenge Cup 1896, el primer torneo de fútbol de la historia de Chile.
Su primer encuentro lo disputó frente al Chilian, en donde consigue un triunfo por 2-1. Participó de los campeonatos de la Asociación hasta el año 1899. En septiembre de 1900 desapareció debido a que la mayoría de los socios tuvieron que partir al servicio militar obligatorio, lo que lo dejaron sin jugadores para competir.
El club tenía su cancha a los pies del cerro Artillería, a un costado de los Almacenes Fiscales.
Cabe destacar que el santiaguino Alberto Sánchez, al haber integrado el equipo de National, tuvo la idea de crear una institución similar al volver a la capital, que denominó Santiago National Football Club.